# Croton niveus
Pour Croton niveus, Billb. ex Beurl., 1856, voir Croton glabellus.
Pour Croton niveus, Griseb., voir Croton helicoideus.
Espèce
Croton niveus est une espèce de plantes à fleurs du genre Croton et de la famille des Euphorbiaceae présente du Mexique au Venezuela.
Il a pour synonymes :
- Berhamia hispida, Klotzsch
- Berhamia macrostachya, Klotzsch
- Berhamia panamensis, Klotzsch
- Croton dentatus, Sm., 1808
- Croton populifolius, Mill., 1768
- Croton populifolius var. genuinus, Müll.Arg., 1866
- Croton pseudochina, Schltdl., 1830
- Croton pseudochina var. minor, Schltdl. & Cham., 1831
- Croton septemnervius, McVaugh, 1961
- Croton syringifolius, Kunth, 1817
- Kurkas populifolium, (Mill.) Raf.
- Oxydectes nivea, (Jacq.) Kuntze
- Oxydectes populifolia, (Mill.) Kuntze